# Загородище
Загоро́дище — село в Україні, у Золотоніському районі Черкаської області. Входить до складу Іркліївської сільської громади. У селі мешкає 210 людей.

## Населення

### Мова
Розподіл населення за рідною мовою за даними перепису 2001 року:
| Мова       | Кількість | Відсоток |
| ---------- | --------- | -------- |
| українська | 197       | 93.81%   |
| російська  | 13        | 6.19%    |
| Усього     | 210       | 100%     |

## Географія
Село розташовано на березі річки Ірклій.

## Природно-заповідний фонд
Біля села розташовано гідрологічний заказник місцевого значення Загородищанський.